# سبورت بويز
سبورت بويز هو نادي كرة قدم بيروفي أٌسس عام 1927. يلعب النادي في دوري الدرجة الثانية البيروفي ‏.